# Співвідношення сторін
Співвідношення сторін геометричної фігури - це співвідношення співвідношення її розмірів у різних вимірах. Наприклад, співвідношення сторін прямокутника це відношення довжини його довшої сторони до коротшої — співвідношення ширини до висоти, якщо прямокутник розташований горизонтально.
Найчастіше записується як два цілі числа розділені двокрапкою (x:y), рідше як звичайний чи десятковий дріб. Значення x та y не описують справжню ширину і висоту, а пропорцію між ними. Наприклад, 8:5, 16:10, 1.6:1, 8⁄5 та 1.6 описують те саме співвідношення сторін.

## Використання
Термін найчастіше застосовується щодо:
- Графіки і зображень
  - Співвідношення сторін зображення
  - Співвідношення сторін дисплея
  - Формат паперу
  - Розміри рекламного банера
  - Співвідношення сторін пікселів[en]
- Відносне подовження крила літака чи птаха
- Астигматизм оптичної лінзи